# Pontocypris hispida
Pontocypris hispida is een mosselkreeftjessoort uit de familie van de Pontocyprididae. De wetenschappelijke naam van de soort is voor het eerst geldig gepubliceerd in 1866 door Sars.